# Кадзагумо
«Кадзагумо» (Kazagumo, яп. 風雲) — ескадрений міноносець Імперського флоту Японії типу «Югумо», який брав участь у Другій світовій війні.

## Історія створення
Корабель був закладений 23 грудня 1940 року на верфі «Uraga Dock». Спущений на воду 26 вересня 1941 року, вступив у стрій 28 березня 1942 року.

## Історія служби

### 1942 рік
По завершенні будівництва «Кадзагумо» провів два місяці за навчаннями, при цьому корабель включили до 10-ї дивізії ескадрених міноносців. Нарешті наприкінці травня 1942-го «Кадзагумо» вийшов у перший далекий бойовий похід, разом зі ще 10 есмінцями та легким крейсером, супроводжуючи «Кідо Бутай» — ударне авіаносне з'єднання адмірала Тюїті Наґумо. 4 червня в битві при Мідвеї «Кідо Бутай» зазнало катастрофічної поразки, при цьому «Кадзагумо» надавав допомогу пошкодженому авіаносцю «Хірю», а потім разом з «Макігумо» підбирав вцілілих.
З 28 червня та щонайменше до 7 липня 1942-го «Кадзагумо» ескортував сили флоту, які патрулювали на південний захід від Алеутських островів (тут у межах мідвейсько-алеутської японці зайняли два острови на заході архіпелагу). У цей період сюди вийшов загін із 4 авіаносців, 3 важких та 3 легких крейсерів, для охорони яких залучили 15 есмінців.
7 серпня 1942-го союзники висадились на сході Соломонових островів, що започаткувало шестимісячну битву за Гуадалканал та змусило японське командування спрямовувати в регіон підкріплення та матеріальні запаси. 16 серпня «Кадзагумо» та ще 10 есмінців і легкий крейсер рушили з Японії як ескорт великого з'єднання надводних кораблів (включав 2 авіаносці, 1 легкий авіаносець, 2 лінкори та 2 важкі крейсери). Первісно планувалось, що з'єднання зайде на Трук (головна база японського ВМФ у Океанії, розташована в центральній частині Каролінських островів), проте японське командування вирішило пришвидшити операцію з проведення конвою з військами на Гуадалканал та 21 серпня наказало йти одразу в напрямку Соломонових островів. Спроба провести зазначений конвой призвела до битви 24 серпня 1942-го біля Східних Соломонових островів, під час якої «Кадзагумо» разом зі ще кількома есмінцями охороняв 2 авіаносці адмірала Нагумо. Рух конвою виявився остаточно перерваним 25 серпня внаслідок ударів літаків з островів Еспіриту-Санто та Гуадалканал, проте флот перебував у морі до початку вересня.
Існують відомості, що у вересні «Кадзагумо» взяв участь у операції флоту, який з 9 по 23 вересня 1942-го знову виходив з Труку в район північніше від Соломонових островів для прикриття операцій на Гадалканалі.
11 жовтня 1942-го головні сили знову вийшли з Труку для патрулювання північніше від Соломонових островів. У цьому випадку «Кадзагумо» разом зі ще 6 есмінцями та легким крейсером прикривав авангард адмірала Абе, головну силу якого становили 2 лінкори та 3 важкі крейсери. У останній декаді місяця вихід завершився битвою біля островів Санта-Крус, під час якої все вирішила дуель авіаносців, а надводні сили так і не вступили в бій. За кілька діб японське угруповання повернулось на Трук.
3—5 листопада 1942-го «Кадзагумо» разом зі ще 5 есмінцями охороняли 2 важкі крейсери, що пройшли з Труку до якірної стоянки Шортленд (прикрита групою невеликих островів Шортленд акваторія біля південного завершення острова Бугенвіль, де зазвичай відстоювались бойові кораблі та перевалювались вантажі для подальшої відправки на схід Соломонових островів), після чого 7 та 10 листопада «Кадзагумо» у складі групи есмінців виходив у транспортні рейси до Гуадалканалу.
Тим часом японське командування готувало проведення до острова великого конвою з підкріпленнями (що в підсумку вилилось у вирішальну битву надводних кораблів біля Гуадалканалу). За японським задумом, напередодні підходу транспортів два лінкори мали провести артилерійський обстріл аеродрому Гендерсон-Філд (за місяць до того таку операцію провели доволі вдало), втім, у ніч проти 13 листопада біля Гуадалканалу цей загін перестріло американське з'єднання із крейсерів та есмінців, яке зазнало значних втрат, проте зірвало обстріл аеродрому. Як наслідок, був екстрено сформований інший загін для обстрілу аеродрому, який включав 2 важкі та 1 легкий крейсер, охорону яких мали забезпечувати «Кадзагумо» та ще 3 есмінці. Вранці 13 листопада кораблі полишили Шортленд (неподалік від нього авіація пошкодила один есмінець, який не зміг продовжувати похід), а в ніч проти 14 числа відбулось бомбардування Гендерсон-Філд. Декілька літаків були знищені, кілька десятків зазнали пошкоджень, проте основні сили авіаційного угруповання могли й далі діяти, що відіграло вирішальну роль у розгромі транспортного конвою, який відбувся 14 листопада. Цілями для атак стали і кораблі, що відходили після обстрілу, зокрема був потоплений важкий крейсер «Кінугаса» (належав до загону, який прикривав виділену для бомбардування групу). Після цього «Кадзагумо» разом з есмінцем «Макігумо» провадив порятунок вцілілих членів екіпажу крейсера.
16—17 листопада 1942-го «Кадзагумо» та ще 5 есмінців здійснили перехід до Рабаулу (головна передова база японців у архіпелазі Бісмарка, з якої провадились операції на Соломонових островах та сході Нової Гвінеї) разом з важким крейсером «Тьокай», який був пошкоджений авіацією під час тієї ж битви біля Гуадалканалу. «Тьокай» далі рушив на Трук, а більшість есмінців залучили до операції на Новій Гвінеї, де 16 листопада 1942-го союзники почали наступ на район Буна-Гона (півострів Папуа). Вже 17 листопада «Кадзагумо» та ще 4 есмінці вирушили у транспортний рейс до Буни, де в ніч на 18 число висадили 1500 військовослужбовців. В наступні кілька тижнів «Кадзагумо» чотири рази виходив з Рабаула у транспортні рейси до Буни — 22 та 28 листопада, 8 та 11 грудня. При цьому другий і третій рейси були скасовані через дії ворожої авіації, а четвертий тривав аж до 14 грудня, оскільки з метою зменшення ризиків шлях проклали повз острови Адміралтейства.
16 грудня 1942-го «Кадзагумо» разом з двома іншими есмінцями вийшов для супроводу переобладнаного легкого крейсера «Кійодзумі-Мару», який перевозив війська для підсилення бази у Веваку на північному узбережжі Нової Гвінеї (можливо відзначити, що одночасно до цього острова попрямував загін, який мав облаштувати нову базу на схід від Веваку у Маданзі, на північній стороні півострова Хуон). 21 грудня «Кадзагумо» повернувся в Рабаул, потім перейшов на Трук, а 23—29 грудня 1942-го пройшов на ремонт до Японії.

### 1943 рік
19—27 січня 1943-го «Кадзагумо» повернувся до району активних бойових дій на якірну стоянку Шортленд. На той час японське командування вже підготувало операцію з евакуації військ з Гуадалканала і 1 та 4 лютого «Кадзагумо» у складі великого загону есмінців (всього залучили 20 кораблів цього класу) здійснив рейси до острова. 7 лютого есмінець виходив, щоб зняти бійців з островів Рассела за півсотні кілометрів на північний захід від Гуадалканалу (тут японці в межах евакуаційної операції облаштували наприкінці січня тимчасову базу).
12—16 лютого 1943-го «Кадзагумо» пройшов з Шортленду на Палау (важливий транспортний хаб на заході Каролінських островів). У цей час японське командування проводило операцію «Хей Го», метою якої була доставка нових військових контингентів для посилення гарнізонів на північному узбережжі Нової Гвінеї. 17—24 лютого 1943-го «Кадзагумо» та ще один есмінець супроводили перший ешелон конвою «Хей № 3 Го» (включав, зокрема, два легкі крейсери) з Палау до Веваку та назад. А з 6 по 12 березня 1943-го «Кадзагумо» разом зі ще 4 есмінцями ескортував конвой «Ганза № 1» з Палау до затоки Ганза (півтори сотні кілометрів на схід від Веваку), а потім разом з 2 есмінцями пройшов до Рабаула, куди загін прибув 14 числа.
Невдовзі «Кадзагумо» залучили до виконання транспортних рейсів і 19 березня 1943-го він разом з есмінцем «Югумо» виходив з цією метою до Тулуву на мисі Глочестер (утворює західне завершення острова Нова Британія). З 24 по 31 березня ці ж есмінці ескортували конвої між Рабаулом та Шортлендом, а 1 квітня здійснили з останнього транспортний рейс до Коломбангари в архіпелазі Нова Джорджія (центральна частина Соломонових островів). 2—3 квітня цей загін ходив до Буки (порт на однойменному острові біля північного завершення Бугенвілю), при цьому під час повернення «Кадзагумо» дістав пошкодження при підриві на міні. З 7 квітня «Кадзагумо» проходив аварійне відновлення в Рабаулі за допомогою ремонтного судна «Хаккай-Мару», а 18—28 квітня пройшов до Японії для завершального ремонту.
Станом на початок червня 1943-го американці вже оволоділи алеутським островом Атту, при цьому на схід від нього перебував у блокаді японський гарнізон на Кисці (обидва названі острови були захоплені японцями у червні 1942-го). Як наслідок, командування надіслало підкріплення до північної зони й 10—13 червня «Кадзагумо» разом з 2 іншими есмінцями пройшов з Йокосуки на Парамушир (Курильські острови). У липні корабель залучили до операції з евакуації гарнізону Киски. З 7 по 17 липня призначений для цього загін (який в цілому нараховував 2 легкі крейсери та 11 есмінців) перебував у морі, проте не зміг виконати завдання через погану погоду. 22 липня той же загін розпочав другу спробу і цього разу 29 липня вдалось зняти з Киски гарнізон, причому «Кадзагумо» прийняв на борт майже п'ять сотень військовослужбовців. 1 серпня загін прибув на Парамушир, а 3—6 серпня «Кадзагумо» та три інші есмінці супроводили звідси до Йокосуки важкий крейсер «Мая» (до того забезпечував дистанційне прикриття евакуації з Киски).
7—11 вересня 1943-го «Кадзагумо» разом зі ще 2 есмінцями супроводив на Трук ескортні авіаносці «Тайо» і «Чуйо» (можливо відзначити, що японці широко практикували доставку літаків з Японії на віддалені бази за допомогою ескортних та навіть легких авіаносців).
У середині вересня 1943-го американське авіаносне з'єднання здійснило рейд проти зайнятих японцями островів Гілберта (лежать південніше від Маршаллових островів). У відповідь 18 вересня з Труку на схід вийшли значні сили (2 авіаносці, 2 лінкори, 7 важких крейсерів та інші кораблі), які попрямували до атола Еніветок (крайній північний захід Маршаллових островів). «Кадзагумо» спершу також супроводжував це угруповання, проте вже 21 вересня рушив з Еніветоку до Рабаула, куди прибув 24 числа (в той же час головне угруповання в підсумку так і не вступило в контакт із союзними силами та 25 вересня повернулось на Трук).
На той час уже добігала завершення битва за Нову Джорджію і невдовзі «Кадзагумо» залучили до евакуації останніх японських гарнізонів з цього архіпелагу. Як наслідок, корабель виходив 28 вересня та 2 жовтня до Коломбангари, обидва рази виконуючи функцію прикриття, а 6—7 жовтня 1943-го «Кадзагумо» та ще 8 есмінців провели евакуацію гарнізону з острова Велья-Лавелья (найзахідніший в архіпелазі Нью-Джорджія). «Кадзагумо» знову був у групі прикриття та взяв участь у бою із загоном ворожих есмінців. 8—10 жовтня 1943-го «Кадзагумо» пройшов з Рабаула на Трук.
На початку жовтня 1943-го американське авіаносне з'єднання завдало удару по острову Вейк (північніше від Маршаллових островів) без жодної суттєвої реакції зі сторони ворожого флоту. Зате за кілька тижнів японці на основі радіоперехоплення вирішили, що готується нова атака на Вейк, і 17 жовтня вислали з Труку до Еніветоку головні сили (3 авіаносці, 6 лінкорів, 8 важких крейсерів та інші кораблі), разом з якими прямував і «Кадзагумо». Цей флот кілька діб безрезультатно очікував ворога, після чого 26 жовтня повернувся на Трук.
31 жовтня — 1 листопада 1943-го «Кадзагумо» разом зі ще одним есмінцем здійснив рейс для доставки персоналу авіаційних підрозділів з Труку до Кавієнгу (друга за значенням японська база в архіпелазі Бісмарка, розташована на північному завершенні острова Нова Ірландія), після чого пройшов до Рабаула. На той час союзники вже висадились на Бугенвілі і 6 листопада 1943-го «Кадзагумо» разом зі ще 6 есмінцями та 2 легкими крейсерами прикривали 4 есмінці транспортної групи, яка доправила японських бійців на цей острів до району плацдарму союзників (хоча на Бугенвілі перебував великий японський гарнізон, проте в умовах джунглів оперативно перекинути ці сили до місця ворожої висадки було нелегко). Втім, уже за добу цей незначний загін (близько п'яти сотень осіб) був атакований силами союзників та з важкими втратами відкинутий у джунглі.
11—14 листопада 1943-го «Кадзагумо» разом з 4 іншими есмінцями та легким крейсером ескортували з Рабаула на Трук плавучу базу підводних човнів «Чогей» та важкий крейсер «Мая», який нещодавно був пошкоджений унаслідок рейду авіаносного з'єднання на Рабаул (під час переходу легкий крейсер відокремився для допомоги ще одному кораблю цього класу, атакованому підводним човном). На Труці «Кадзагумо» пройшов певний ремонт, а 13—19 грудня пройшов до Йокосуки для повноцінного відновлення, що тривало кілька місяців. Під час останнього одну з установок головного калібру замінили на строєну установку 25-мм зенітних автоматів.
20 листопада 1943-го американці розпочали операцію з оволодіння островами Гілберта. Хоча японці в підсумку так і не наважились протидіяти цій операції надводними кораблями, проте з 25 листопада по 7 грудня «Кадзагумо» разом з двома іншими есмінцями супроводжував танкер «Ніппон-Мару», який здійснив рейс до Маршаллових островів і назад в очікуванні на можливий вихід головних сил.
12—17 грудня 1943-го «Кадзагумо» та ще 2 есмінці супроводили з Труку до Йокосуки лінкор «Ямато» та авіаносець «Сьокаку», після цього «Кадзагумо» пройшов у метрополії ремонт.
6—13 лютого 1944-го «Кадзагумо» разом з 4 іншими есмінцями супроводжував 2 авіаносці та важкий крейсер з Японії до Сінгапуру. 20—27 лютого «Кадзагумо» разом зі ще щонайменше одним есмінцем ескортував один з авіаносців назад до Куре, а 8—15 березня разом зі ще 2 есмінцями знову пройшов звідси до Сінгапуру, охороняючи авіаносець, 2 лінкори та важкий крейсер (на той момент дії підводних човнів на комунікаціях вкрай ускладнили доставку палива до Японії, що призвело до рішення базувати головні сили флоту поблизу від районів нафтовидобутку).
12—15 травня 1944-го «Кадзагумо» взяв участь у супроводі флоту з Лінгга до Таві-Таві (у філіппінському архіпелазі Сулу поряд з нафтовидобувними районами острова Борнео). На той час японське командування очікувало неминучої атаки на головний оборонний периметр імперії, який проходив через Маріанські острови, Палау та захід Нової Гвінеї, а тому заздалегідь перебазувало основні сили ближче до місця майбутніх подій.
30—31 травня 1944-го «Кадзагумо» разом зі ще 5 есмінцями ескортували лінкор «Фусо» та два важкі крейсери до Давао (на південному узбережжі філіппінського острова Мінданао), після чого 2 червня цей загін вийшов для підтримки операції по доставці підкріплень на острів Біак (біля північно-західного узбережжя Нової Гвінеї), де наприкінці травня висадились союзники. Невдовзі операцію скасували через втрату раптовості й 5 червня більшість кораблів повернулись до Давао.

### Загибель
7 червня 1944-го «Кадзагумо» та ще один есмінець узялись за супроводження 2 важких крейсерів, які знову рушили до Біаку. Втім, 8 червня на виході із затоки Давао американський підводний човен «Хейк» торпедував та потопив «Кадзагумо». Врятувались 133 члени екіпажу, яких підібрав есмінець «Асагумо».